# Хаддад, Юсеф
Юсеф Хаддад или Юсуф Хадад (араб. يوسف حدّاد‎, ивр. יוסף חדאד‎; род. 3 сентября 1985, Хайфа) — арабо-израильский активист, израильский правозащитник, журналист, общественный деятель в арабо-израильском обществе, влиятельный человек в социальных сетях и генеральный директор организации «Вместе — поручитесь друг за друга», которая работает над объединением израильско-арабского общества с более широким израильским обществом. Еврейский национальный фонд и израильские средства массовой информации приветствовали Хаддада как стойкого «защитника Израиля» с тех пор, как «он защищал Израиль в составе Армии обороны Израиля». Он получил серьёзные травмы во время службы в армии в Ливанской войне 2006 года.

## Биография
Юсеф Хаддад родился в Хайфе в семье учительницы и отца, священника, бизнесмена и гражданского лётчика. Он арабо-израильский христианин-католик.
Позже семья переехала в Назарет, где он учился в Высшей технологической школе Дона Боско названной в честь Иоанна Боско. В 2003 году он пошёл добровольцем в ЦАХАЛ и служил в бригаде «Голани». С отличием окончил курсы командиров отделений, служил командиром взвода, сержантом.
Незадолго до окончания его службы в июле 2006 года разразилась Вторая ливанская война. Во время войны его батальон участвовал в сражении при Бинт-Джубайле, в которой погибли восемь солдат, в том числе командир батальона Рой Кляйн, за что батальон был награждён грамотой. Ближе к концу войны, 10 августа, ракета российского производства 9М133 «Корнет», выпущенная террористической организацией «Хезболла», попала в стену рядом с ним. В результате взрыва и осколков он был тяжело ранен, ему ампутировали правую ногу и он получил ранения в ряде других мест. Юсеф Хаддад был эвакуирован под обстрелом, около года проходил лечение и реабилитацию, ему снова пришили ногу, и он был признан ветераном-инвалидом ЦАХАЛа. В результате он борется с посттравматическим стрессом.
Юсеф Хаддад начал своё обучение на факультете политологии в Университете имени Бар-Иланa, но занялся правозащитной деятельностью и не закончил учёбу. Он является выпускником программы LEAD20 для молодых лидеров со всего мира в Массачусетском технологическом институте, а также работал менеджером проекта и операционным менеджером в компании по исследованию рынка.
Он читает лекции по всему миру, а в прошлом также читал лекции на официальном мероприятии TED. В начале 2021 года он присоединился к каналу i24NEWS, где вещает на арабском и английском языках. Он также ведет колонки на других сайтах, таких как Israel Hayom и TheMarker.
В рамках ассоциации «Вместе — поручитесь друг за друга» он продвигает образовательную, социальную деятельность и интеграцию арабо-израильских граждан из всех арабских общин в израильское общество, например, поощряя и поддерживая добровольцев на национально-гражданской службе. С целью повлиять на молодых людей в арабском секторе, помочь сформировать их израильскую идентичность и заставить их почувствовать принадлежность к государству.

## Общественная и правозащитная деятельность
Юсеф Хаддад начал свою деятельность в составе организации «Резервисты на линии служебного долга» и работает в Америке, Европе и Южной Африке против кампании бойкота Израиля, проводимой движением BDS, а также против новых проявлений антисемитизма в университетских кампусах. В мае 2018 года он основал ассоциацию «Вместе — поручитесь друг за друга» с целью работы над интеграцией и соединением арабского сектора с израильским обществом, и с тех пор он возглавляет её и является генеральным директором ассоциации.
Время от времени он выступает в колледжах по всему миру и представляет израильскую сторону. Во время Недели апартеида в Южной Африке он столкнулся с лидером организации BDS в программе в прайм-тайм.
Юсеф Хаддад время от времени даёт интервью англоязычным СМИ, а иногда и арабским СМИ на арабском языке. Например, он дал интервью телеканалу «Аль-Арабия». Во время операции «Страж стен» он давал интервью различным средствам массовой информации по всему миру и распространял контент, который достиг миллионов людей.
В марте 2021 года на дискуссии в Совете ООН по правам человека Иран, Катар и Палестина напали на Израиль и обвинили его в проведении расистской программы вакцинации. После них Юсеф Хаддад получил слово от имени UN Watch и ответил на их нападки.
Юсеф Хаддад дает интервью израильским СМИ, где он иногда сталкивается с различными представителями арабского сектора. Например, он раскритиковал характер протеста против преступности в арабском секторе и беспомощность властей, где протестующие размахивали палестинскими флагами, в то время как израильские граждане, жалующиеся на важные израильские проблемы, должны были размахивать государственными флагами. Юсеф Хаддад также критикует средства массовой информации в Израиле, например, на 13-м канале, когда они представили категорию, в которой нападения классифицируются как совершаемые по «личным мотивам».
Юсеф Хаддад участвует в дискуссиях комитетов и конференций Кнессета. Наряду с его участием в вопросах, связанных с арабским обществом, он также участвует в лобби, направленном на предотвращение движения BDS, и в борьбе за сохранение свободы выражения мнений в социальных сетях. Он против поддержки террора и подстрекательства, а также против антисемитизма и разжигания ненависти в Интернете. Среди своих заявлений на обсуждениях в комитете Юсеф Хаддад также повторяет необходимость того, чтобы еврейское общество лучше знало арабский язык.
Юсеф Хаддад считается влиятельным лицом в социальных сетях, и его активность в социальных сетях Facebook, Twitter и Telegram имеет множество последователей. Помимо прочего, он также создает пояснительные видеоролики на арабском, английском и иврите, которые помогают распространить информацию через социальные сети и YouTube, а также размещает их в Интернете в качестве пояснительных материалов. В преддверии президентских выборов в Израиле 2021 года он заявил о своей поддержке Мириам Перец.
Юсеф Хаддад активно участвует в инициативах по сближению между арабским и еврейским обществами. Среди прочего, в рамках ассоциации «Вместе — поручитесь друг за друга» он инициировал первое в 2019 году мемориальное мероприятие в гостиной арабо-израильского общества, первую церемонию Дня памяти жертв Холокоста в арабском государстве, и первую церемонию в День памяти павших ЦАХАЛа в арабском обществе на мемориальном месте, посвященном членам арабского общества, погибшим во время службы в ЦАХАЛе. Самого Юсефа Хаддада приглашают присутствовать и представлять на различных официальных церемониях и конференциях, таких как мероприятие День Катастрофы в 2019 году во Флориде, церемония 2020 года в День признательности израильским солдатам и жертвам военных действий и на ежегодном израильско-американском мероприятии IAC в декабре 2021 года. Он это делал для доступность памяти о Холокосте для арабского общества в Израиле и в остальном мире.
Юсеф Хаддад является участником форума «Путешествие в общую долину», инициативы по совместному диалогу по спорам и разрывам в израильском обществе.
В апреле 2020 года Юсеф Хаддад был включён в список 50 произраильских влиятельных лиц по версии SOCIAL LITE CREATIVE, а в ноябре он был включён в список 40 онлайн-влиятельных лиц Израиля по версии еврейско-американской медиакомпании JNS.
В декабре 2021 года Юсеф Хаддад вместе с другими деятелями был награждён премией «Свет Израиля» на церемонии МИД Израиля. Победители церемонии представляли различные области, где они представляли Израиль в мире, отличившись на своей профессиональной арене, а также работая над имиджем Израиля в средствах массовой информации и социальных сетях.
20 декабря 2022 года он был награждён премией Бегина за 5783 (2022) год вместе с Дэвидом Аверни и ассоциацией Ор ЛаМишпахот.
Начиная с 7 октября 2023 года, с началом вторжения ХАМАСа в Израиль (2023), Юсеф Хаддад начал обширную информационную кампанию в социальных сетях на иврите, английском и арабском языках в пользу Израиля и против действий террористов ХАМАСа.

## Критика и нападения
Некоторые палестинцы называли Юсефа Хаддада «предателем арабского дела». Палестинские средства массовой информации часто осуждают Юсефа Хаддада за его аргументацию против палестинских правозащитников и за игнорирование «страданий, причиненных палестинцам из-за израильской оккупации Западного берега», который они считают израильским режимом апартеида.
26 августа 2023 года Хаддад подвергся физическому и словесному нападению со стороны пропалестински настроенных израильтян арабского происхождения, узнавших его в аэропорту Дубая. Он получил легкие травмы руки, как и его мать, сопровождавшая его в поездке.
18 апреля 2024 года Юсеф Хаддад также пострадал в ходе столкновения с участниками антиизраильской демонстрации в Нью-Йорке, когда пропалестинский демонстрант в маске ударил его кулаком в лицо.

## Личная жизнь
Юсеф Хадад живёт в Назарете. Он помолвлен с Эмили Шрейдер, родившейся в США, также активисткой и обозревателем газеты «Jerusalem Post».